# El hombre y sus símbolos
El hombre y sus símbolos (en el original en inglés Man and His Symbols) es el último trabajo psicológico emprendido por el psiquiatra y psicólogo suizo Carl Gustav Jung antes de su muerte en 1961.

## Contenido
Inicialmente publicado en 1964 y prologado por John Freeman, está dividido en cinco partes, cuatro de las cuales fueron escritas por colaboradores de Jung:
1. Acercamiento al inconsciente, Carl Gustav Jung. Originalmente bajo el título Los símbolos y la interpretación de los sueños (incluida en el primer tomo del volumen 18 de su obra completa), fue posteriormente reescrita y reorganizada tras su muerte para ser incluida en El hombre y sus símbolos.
2. Los mitos antiguos y el hombre moderno, Joseph L. Henderson.
3. El proceso de individuación, Marie-Louise von Franz.
4. El simbolismo en las artes visuales, Aniela Jaffé.
5. Símbolos en un análisis individual, Jolande Jacobi.

Finaliza la obra con una conclusión a cargo de la propia Marie-Louise von Franz, La ciencia y el inconsciente.
El libro pretende ser una introducción a las teorías de Jung y fue originalmente escrito para el público en general y no para estudiantes de psicología.

## Edición en castellano
- Jung, Carl Gustav (2023). El hombre y sus símbolos. Barcelona: Paidos. ISBN 978-84-493-4070-3.

- Datos: Q3181843
- Multimedia: Man and His Symbols / Q3181843